# Luciogobius saikaiensis
Luciogobius saikaiensis és una espècie de peix de la família dels gòbids i de l'ordre dels cipriniformes que es troba al Japó, Corea del Sud i Taiwan.